# Václavka
Václavka (Armillaria) je rod stopkovýtrusých hub z čeledi Physalacriaceae, které parazitují na stromech (smrky a jiné) a rozkládají i mrtvou dřevní hmotu. Z hlediska poškození dřevin je nejvážnějším patogenem václavka smrková na kořenech a bázi smrku. Působí vážné problémy v oblastech, kde výsadby smrku vyrůstají na okraji svého ekologického optima.
Rostoucí podhoubí některých václavek světélkuje.
Václavky patří mezi nejvíce dlouhověké a zaujímanou plochou nejrozměrnější organismy světa. Je znám exemplář václavky smrkové, který zaujímá plochu asi 8,9 km² a je starý tisíce let.

## EPPO kód
1ARMLG

## Synonyma
Seznam podle Biolib pro patogena Armillaria (Fr.) Staude.
- Aphotistus Humb.
- Armillariella (P. Karst.) P. Karst.
- Polymyces Battarra ex Earle
- Rhizomorpha Roth

## Zeměpisné rozšíření
Podle eol.org
Severní Amerika, Jižní Amerika, Evropa, Japonsko, Austrálie.

## Podřízené taxony
Podle autorů Antonína a Tomšovského (Živa 2010, č. 6) byl dříve určován pouze jediný prstenatý druh, václavka obecná (Armillaria mellea). Ve druhé polovině 70. let a v 80. letech 20. stol. bylo na základě pěstování čistých kultur a testů inkompatibility – experimentálního párování haploidních (monokaryotických) kultur různých druhů, jejichž cílem je zjistit vzájemnou křížitelnost (např. Korhonen 1978, Marxmüllerová 1982, 1987) – rozlišeno pět evropských druhů s prstenem a dva bezprstenné druhy. Všech 7 druhů václavek lze nalézt v ČR.

V roce 1995 bylo rozlišováno 43 druhů rodu václavka.

Podle biolib.cz je více podřízených taxonů u rodu václavka Armillaria, například václavka severská Armillaria borealis nebo václavka smrková Armillaria ostoyae.

## Hostitel
Rod poškozuje všechny druhy dřevin, avšak různé druhy rodu václavka poškozují obvykle specifické druhy dřevin. Nejvýznamnějším patogenem v ČR je václavka smrková na kořenech a bázi smrku.

## Příznaky
- bílá hniloba
- exsudát na kmeni
- praskání kůry
- smolotok v místě napojení větví
- pod kůrou mycelium
- černé myceliální provazce po obvodu kůry nebo v půdě
- žloutnutí jehlic.[L 1]

Kloboukaté plodnice vyrůstají v okolí kořenů stromů na podzim (obvykle v září a říjnu). Příznaky napadení stromů těmito parazitními houbami jsou výrony pryskyřice na kůře jehličnanů a přítomnost černých provazcovitých rhizomorf v půdě kolem kořenových náběhů, pod kůrou stromů narůstá bílé mycelium syrrocium. Typická je rozšířená báze kmene způsobená dvojnásobným přírůstem na horní straně kořenů, protože uvnitř se vytváří dutina. Stromy, u kterých václavky rostou, jsou náchylné na vývraty. Kromě destrukce dřevní hmoty způsobují václavky kořenovou hnilobu.

### Možnost záměny
Plodnice je možné zaměnit s jinými druhy hub, zejména se šupinovkami, především šupinovkou kostrbatou (Pholiota squarrosa), která má výrazné šupiny na klobouku i na třeni, hnědý výtrusný prach a jejíž plodnice jsou tuhé. Často lidé za václavky považují různé pařezové houby, většinou jsou to houby jedlé, např. vzácná václavka bezprstenná (Armillariella tabescens), strmělka hnilobná (Clitocybe tabescens) opěnka měnlivá nebo některé třepenitky, u kterých je nutné dát pozor na silně hořkou chuť (např. u třepenitky svazčité).

## Význam
Václavka je tržní houba, ale za syrova mírně jedovatá. Plodnice václavek jsou jedlé, ale hůře stravitelné. Nedovařená nebo málo podušená může způsobit značné žaludeční a střevní potíže. Nejvhodnější je připravená v octovém nálevu. Její za syrova natrpklá chuť se úpravou mění v příjemně výraznou. Používají se zejména kloboučky mladých plodnic i části třeně. Plodnice vyžadují náležitou úpravu a citliví lidé je nemusejí snášet.
Významně poškozuje přehuštěné výsadby. Někdy dochází k poškození mladých porostů. Často rozkládá mrtvou dřevní hmotu, vzácněji napadá dospělé dřeviny. Napadené dřeviny velmi rychle hynou. Je považována za nebezpečný patogen.

## Popis
Popis pro druh václavka obecná: Klobouk v průměru 2–15 cm je proměnlivý ve svém vzhledu i zbarvení. V mládí je vyklenutý, později se zplošťuje a ve stáří může být až prohnutý. Barva je medově žlutá až tmavě hnědá. Třeň měří 5–15 cm. U některých plodnic je třeň téměř hlízovitý, u jiných velice štíhlý. Prsten je vždy zřetelný. Lupeny jsou v mládí bílé, časem hnědnou. Dužnina je bílá, vůně silná, nasládlá. Výtrusný prach je bělavý.

## Ochrana rostlin
Výsadba rostlin na vhodném stanovišti s dostatečnou výživou a prouděním vzduchu. Odstranění napadené dřeviny vykácením, odstranění pařezů a výměna velkého objemu půdy.